# Mesophyllum
Mesophyllum, rod crvenih algi iz porodice Mesophyllumaceae opisan 1928. godine. Trenutno je priznato 24 vrsta. Tipična je morska alga M. lichenoides.

## Vrste
1. Mesophyllum aleuticum Lebednik
2. Mesophyllum alternans (Foslie) Cabioch & M.L.Mendoza
3. Mesophyllum commune Me.Lemoine
4. Mesophyllum conchatum (Setchell & Foslie) W.H.Adey
5. Mesophyllum contractum Maslov
6. Mesophyllum crassiusculum (Foslie) Lebednik
7. Mesophyllum curtum Me.Lemoine
8. Mesophyllum ehrmannii Me.Lemoine
9. Mesophyllum expansum (Philippi) Cabioch & M.L.Mendoza
10. Mesophyllum fragilissimum (Foslie) Me.Lemoine
11. Mesophyllum koritzae (Me.Lemoine) Me.Lemoine
12. Mesophyllum kutense Maslov
13. Mesophyllum lamellatum (Setchell & Foslie) W.H.Adey
14. Mesophyllum laxum Me.Lemoine
15. Mesophyllum lichenoides (J.Ellis) Me.Lemoine - type
16. Mesophyllum megagastri Athanasiadis
17. Mesophyllum mesomorphum (Foslie) W.H.Adey
18. Mesophyllum nitidum (Foslie) W.H.Adey
19. Mesophyllum philippii (Foslie) Adey
20. Mesophyllum sancti-dionysii Me.Lemoine
21. Mesophyllum schenckii M.Howe
22. Mesophyllum siamense (Foslie) W.H.Adey
23. Mesophyllum syntrophicum (Foslie) W.H.Adey
24. Mesophyllum vancouveriense (Foslie) Steneck & R.T.Paine